# Пам'ятник Першим херсонським корабелам
Пам'ятник першим корабелам був побудований на честь перших кораблів Чорноморського флоту, якими були 66-гарматний лінкор під назвою «Слава Катерини» та 50-гарматний фрегат із гучною назвою «Георгій Побідоносець». Ці кораблі були спущені в 1783 році зі стапелів адміралтейської верфі в Херсоні, а на спуск приїхали спостерігати сама імператриця Катерина ІІ та її колега з Австрії Йосип ІІ ( імператор Священної Римської Імперії ). Саме на честь цих глав великих держав і було названо перші кораблі Чорноморського флоту.
15-метровий монумент у вигляді парусника ( 40-тонний макет парусного судна із кованої міді ) на високому постаменті встановлений у 1972 році в Херсоні на набережній Дніпра. З обох боків постаменту барельєфи, що відображають початок будівництва кораблів у Херсоні та розвиток суднобудування в наші дні. На лицьовій стороні внизу постаменту зроблено напис:
«Тут у 1783 році збудовано перший 66-гарматний лінійний корабель Чорноморського флоту „Слава Катерини“»
Спроектований скульпторами І. Білокуром, В. Потребенко, В. Шкуропадом, а виконаний архітекторами Ю. Тарасовим та І. Сікалом.